# Uloborus segregatus
Uloborus segregatus är en spindelart som beskrevs av Willis J. Gertsch 1936. Uloborus segregatus ingår i släktet Uloborus och familjen krusnätsspindlar. Inga underarter finns listade i Catalogue of Life.